# Nathalie Janotha

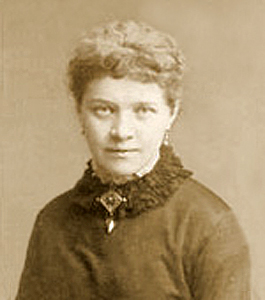
Nathalie Janotha

Maria Cecilia Nathalie Janotha (* 8. Juni 1856 in Warschau; † 9. Juni 1932 in Den Haag) war eine polnische Pianistin und Komponistin.

## Leben
Nathalie Janotha war die Tochter des Pianisten Juliusz Janotha (1819–1883), der als Professor am Warschauer Konservatorium tätig war. Ihre Mutter war Anne Janotha geb. Oleszczyńska, eine Tochter des Malers Antoni Oleszczyński (1794–1879).
Ab Oktober 1869 studierte sie gemeinsam mit Eugenie Schumann, einer Tochter Clara Schumanns, bei Ernst Rudorff (Klavier) an der Berliner Musikhochschule, außerdem bei Clara Schumanns Halbbruder Woldemar Bargiel (Kontrapunkt).
Ab 1871 bis mindestens 1874 wurde sie von Clara Schumann selbst unterrichtet, die sich mehrfach sehr positiv über sie äußerte. Sie konzertierte anschließend in ganz Europa sowie in Amerika. 1882/83 unterrichtete Janotha Klavier am Hoch’schen Konservatorium in Frankfurt am Main. Ab Ende der 1880er Jahre war sie in London tätig, 1885 wurde sie zur königlich-preußischen Hofpianistin ernannt. 1915, während des Ersten Weltkriegs, musste sie England aufgrund ihrer Beziehungen zu Preußen verlassen und übersiedelte nach Den Haag.
Sie war eine herausragende Chopin-Interpretin und hinterließ rund 400 eigene Werke. Daneben war sie auch als Übersetzerin und Herausgeberin tätig.

## Werk
Die folgende Liste bezieht sich auf die veröffentlichten Kompositionen Janothas. Nach Zofia Chechlińskas Schätzung hat Janotha insgesamt ca. 400 Werke, vermutlich hauptsächlich Klavierkompositionen, geschaffen, wovon der Großteil heute unbekannt ist.
Mazurka op. 8. London o. J.
„Fleurs des Alpes“. Warschau o. J.
Mazurka c-Moll op. 9. Mainz ca. 1882.
Court Gavotte for the pianoforte. London: Chappell & Co, [1890].
Gavotte Impériale pour le piano. London: Chappell & Co, [1890].
Tatry Zyklus von Programm-Miniaturen nach Motiven des Podhale. Brüssel o. J. [um 1890].
Cadenzas to Beethoven’s Pianoforte Concerto in G op. 58. London: Chappell & Co, [1891].
A Soul’s Vision. Song, words by Mrs. J. M. Richards. London: Hopwood & Crew, 1894.
Gavotte. Leipzig 1894.
„Ave Maria“. Pour Choeur, Solo, Piano ou Orgue op. 5. London: C. Ascherberg & Co, [1894] (gewidmet Papst Leo XIII zu seinem goldenen Bischofsjubiläum 1893; laut Aufschrift „Designé au Couvent de Notre Dame du Cenacle á Rome“).
„Deutscher Kaiser-Marsch“ für Pianoforte op. 9. London: Schott & Co, [1895].
Mazurka op. 6. Warschau 1895. Leipzig 1898–1900.
Morceau gracieux for the piano. London: Metzler & Co, 1897.
„Pieśń jubileuszowa“ op. 10. Leipzig ca. 1897.
Ave Maria op. 13. No. 1 For voice, organ, violin & harp. No. 2 for voice & piano. No. 3 for voice & piano. London: E. Ashdown, 1899.
Mazurka in E moll für Pianoforte. Breitkopf & Härtel’s Klavier-Bibliothek. Leipzig; Brüssel; London; New York: Breitkopf & Härtel, 1900 [„Ihrer Königlichen Hoheit Prinzessin Helene von Grossbritannien u. Irland, Prinzessin Christian von Schleswig-Holstein mit besonderer Erlaubnis gewidmet“].
Mazourka in A, for the Pianoforte op. 14. London: Stanley Lucas & Son, [1902].
Maria de Vredes Konigin [Hymn.] Woorden M. Schillemans. Den Haag: N. V. A. N. Govers, [1919].